# Dicranum geluense
Dicranum geluense là một loài Rêu trong họ Dicranaceae. Loài này được (Herzog) D.H. Norris & T.J. Kop. mô tả khoa học đầu tiên năm 1990.